# جان بارت
جان بارت (انگلیسی: John Barth؛ زادهٔ ۲۷ مهٔ ۱۹۳۰ – درگذشتهٔ ۲ آوریل ۲۰۲۴) نویسنده، و رمان‌نویس اهل ایالات متحده آمریکا بود. وی که آثارش در گونه پسانوگرایی و فراداستان طبقه‌بندی می‌شود، برنده جوایزی همچون جایزه کتاب ملی و جایزه پن/ مالامود شده است.